# كوري ويد (ملحن)
كوري ويد (بالإنجليزية: Cory Wade)‏ هو ملحن ومنتج أسطوانات وكاتب أغاني أمريكي، ولد في 6 مايو 1936.